# Lengua muerta (álbum)
Lengua muerta es el sexto álbum de estudio, y el décimo oficial en la cronología, considerando el álbum compilatorio Todo Saiko, más los álbumes en vivo Saiko Blondie 2005, Sigo Quemando Infinitos y Primera grabación en vivo 21.12.01, de la banda chilena de pop rock Saiko. Fue publicado el 4 de agosto de 2017 en las diversas plataformas streaming de música. El lanzamiento oficial del álbum se llevó a cabo en un concierto en el Club Amanda en Vitacura, Santiago el 5 de agosto.
Denisse Malebrán sobre este álbum se refirió a Cooperativa: "Es un disco muy de guata, muy visceral, honesto y espontáneo. Yo creo que refleja sentimientos súper reconocibles".
El título tiene que ver al igual que la canción que da nombre al álbum sobre que las letras de sus canciones y su sonido es un lenguaje distinto al de la industria discográfica actual, es como una lengua muerta.
Dentro de las canciones del álbum se encuentra Sur voy, canción que iba a ser parte de la banda sonora de la película Caleuche.

## Portada del álbum
La portada del álbum es un diseño de Roberto Cuello y en ella aparece un retrato ecuestre del shogún Ashikaga Takauji, restaurador del shogunato y creador de la Dinastía Ashikaga en el siglo XIV.

## Lista de canciones
Todas las canciones escritas y compuestas por Denisse Malebrán y Luciano Rojas, excepto No me importa nada, escrita por Gloria y Pancho Varona. 
| Edición en CD, descarga digital y streaming |                      |          |  |
| N.º                                         | Título               | Duración |  |
| 1.                                          | «Abril (intro)»      | 2:51     |  |
| 2.                                          | «Arder el cielo»     | 3:40     |  |
| 3.                                          | «Viaje estelar»      | 4:01     |  |
| 4.                                          | «El Regalo»          | 4:20     |  |
| 5.                                          | «Retazos»            | 3:57     |  |
| 6.                                          | «Jazmín azul»        | 3:21     |  |
| 7.                                          | «Majestad»           | 3:13     |  |
| 8.                                          | «Sur voy»            | 5:24     |  |
| 9.                                          | «Lengua muerta»      | 3:14     |  |
| 10.                                         | «Ana»                | 3:04     |  |
| 11.                                         | «No me importa nada» | 4:07     |  |
| 41:12                                       |                      |          |  |

| Edición en disco de Vinilo (cara A) |                  |          |  |
| N.º                                 | Título           | Duración |  |
| 1.                                  | «Abril (intro)»  | 2:51     |  |
| 2.                                  | «Arder el cielo» | 3:40     |  |
| 3.                                  | «Viaje estelar»  | 4:01     |  |
| 4.                                  | «El Regalo»      | 4:20     |  |
| 5.                                  | «Retazos»        | 3:57     |  |
| 18:49                               |                  |          |  |

| Edición en disco de Vinilo (cara B) |                 |          |  |
| N.º                                 | Título          | Duración |  |
| 1.                                  | «Jazmín azul»   | 3:21     |  |
| 2.                                  | «Majestad»      | 3:13     |  |
| 3.                                  | «Sur voy»       | 5:24     |  |
| 4.                                  | «Lengua muerta» | 3:14     |  |
| 5.                                  | «Ana»           | 3:04     |  |
| 18:16                               |                 |          |  |

## Sencillos

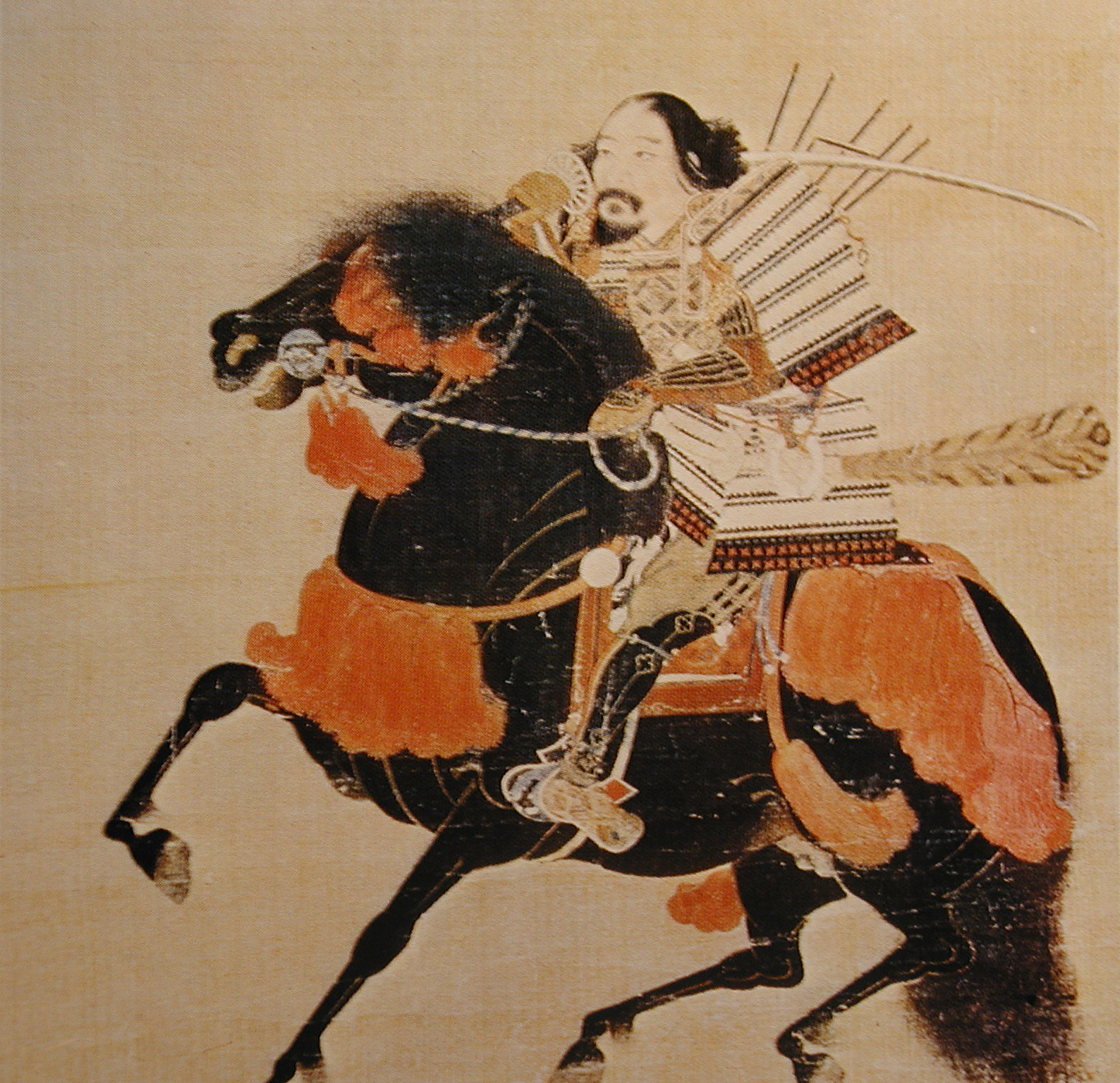
Retrato del shogún Ashikaga Takauji que aparece en la portada del álbum

Se han publicado tres sencillos de adelanto: el primero es No me importa nada de los autores Pancho y Gloria Varona, que la cantante española Luz Casal hizo popular en 1989 y fue estrenado el 23 de diciembre de 2016. Su video musical fue estrenado el día 2 de marzo y contó con la dirección de Cristián Echeverría y Hernán Gaete. Es el primer cover de su discografía de estudio.
El siguiente sencillo es El Regalo, primera canción inédita de la banda en cuatro años. Se estrenó el 17 de marzo de 2017 y su video musical el 13 de abril. Fue dirigido por Juan Pablo Lawrence y producido por Carlos Salazar y Sofía Acuña.
El tercer sencillo es Viaje estelar, que fue lanzado el 2 de junio y que hasta ahora sólo tiene un video lyric.
El cuarto sencillo es Arder el cielo, que fue lanzado el 1 de septiembre a través de las plataformas digitales.
Los videos musicales de Arder el cielo y Viaje estelar fueron estrenados en un concierto íntimo para fanes de la banda llamado "Saiko en tu living", el día 10 de septiembre, ambos vídeos dirigidos por Juan Pablo Lawrence, y se han publicado un adelanto de estos en las redes sociales donde se muestran como volumen 1 y volumen 2. El día 18 de octubre ambos videos fueron lanzados en el sitio web de Radio Rock and Pop y en un show en Pacto Bar, ambos forman un cortometraje que rodado en el Embalse El Yeso. El video fue publicado en el canal oficial en Youtube el día 22 de noviembre.

## Créditos
Los créditos indicados en el álbum son los siguientes:
- Miembros de la banda
  - Denisse Malebrán: Voces y coros.
  - Luciano Rojas: Bajos, guitarras acústicas, programación, teclados y guitarras eléctricas.
  - Roberto Bosch: Baterías, programación piano y programación en Ana.
  - Carlos Azócar: Guitarras eléctricas.

- Artistas invitados
  - Antonia Rojas Malebrán: Pianos en Jazmín azul.
  - Lino Rojas Fidalgo: Teclado en Majestad.
  - Fernando Julio: Contrabajo en No me importa nada.

- Producción musical
  - Productor musical: Luciano Rojas.
  - Ingeniero de Grabación: Todas las canciones Diego Bustamante, excepto Carlos Barros en El Regalo y Guido Nisenson en No me importa nada.
  - Grabado en Studio Master, Estudios Triana y Estudio 101.
  - Masterización: Joaquín García en Audiosólido

- Arte y diseño del álbum: Roberto Cuello Feise, basado en pergaminos japoneses del siglo XIII.
- Fotografía: Gonzalo Donoso

- Producción ejecutiva: Carlos Salazar Isla

## Gira promocional del álbum

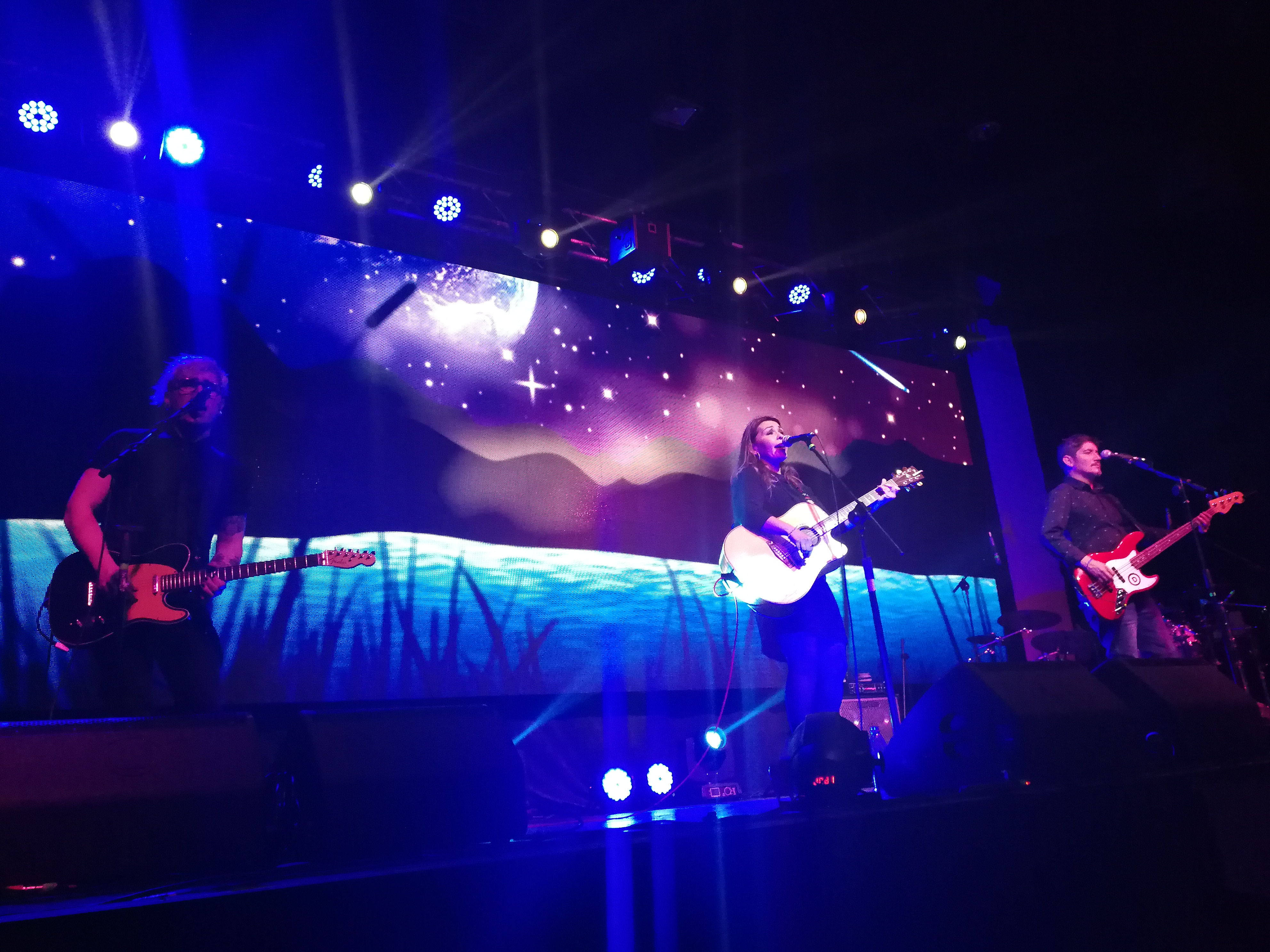
Saiko en el concierto de lanzamiento del álbum Lengua Muerta en el Club Amanda.

Entre agosto de 2017 y abril de 2018 realizó una gira promocional del álbum dentro de Chile, para luego proseguir hasta fines de abril con una gira por los 20 años de la banda que inició con un concierto en la discoteque Blondie en homenaje a los 25 años de la discoteque y que revive el concierto que dio vida al DVD Saiko Blondie 2005.
| Fecha                    | Ciudad                      | País  | Recinto              | Ref.          |
| ------------------------ | --------------------------- | ----- | -------------------- | ------------- |
| 5 de agosto de 2017      | Vitacura, Santiago de Chile | Chile | Club Amanda          | [ 2 ]         |
| 12 de agosto de 2017     | Pucón                       | Chile | Casino Enjoy         | [ 21 ]        |
| 18 de agosto de 2017     | Antofagasta                 | Chile | Casino Enjoy         | [ 22 ]        |
| 8 de septiembre de 2017  | Copiapó                     | Chile | Casino Antay         | [ 23 ]        |
| 23 de septiembre de 2017 | Santiago                    | Chile | Bar el Clan          | [ 24 ]        |
| 30 de septiembre de 2017 | Coquimbo                    | Chile | Casino Enjoy         | [ 25 ]        |
| 6 de octubre de 2017     | Iquique                     | Chile | Bar Divasto          | [ 26 ]        |
| 18 de octubre de 2017    | Santiago                    | Chile | Pacto Bar            | [ 27 ]        |
| 31 de octubre de 2017    | Santiago                    | Chile | Club Hípico          | [ 28 ]        |
| 4 de noviembre de 2017   | Linares                     | Chile | Teatro Municipal     | [ 29 ]        |
| 28 de noviembre de 2017  | Santiago                    | Chile | Estación Mapocho     | [ 30 ]        |
| 1 de diciembre de 2017   | Arica                       | Chile | Casino Luckia        | [ 31 ]        |
| 7 de diciembre de 2017   | Quilpué                     | Chile | Trotamundos Terraza  | [ 32 ]        |
| 9 de diciembre de 2017   | Concepción                  | Chile | Casa de la música    | [ 33 ]        |
| 16 de diciembre de 2017  | Santiago                    | Chile | Club Chocolate       | [ 34 ]        |
| 19 de enero de 2018      | Santiago                    | Chile | Club Ámbar           | [ 35 ]        |
| 20 de enero de 2018      | Pucón                       | Chile | Casino Enjoy         | [ 36 ] [ 37 ] |
| 21 de enero de 2018      | La Serena                   | Chile | Plaza de Armas       | [ 38 ] [ 39 ] |
| 25 de enero de 2018      | Chépica                     | Chile | Festival de Chépica  | [ 40 ]        |
| 27 de enero de 2018      | Santiago                    | Chile | Club Hípico          | [ 41 ]        |
| 2 de febrero de 2018     | San Antonio                 | Chile | Casino del Pacífico  | [ 42 ]        |
| 15 de febrero de 2018    | Puerto Montt                | Chile | Baradero Pub         | [ 43 ]        |
| 16 de febrero de 2018    | Ancud                       | Chile | Gimnasio Fiscal      | [ 43 ]        |
| 17 de febrero de 2018    | Castro                      | Chile | Quilu Restobar       | [ 43 ]        |
| 22 de febrero de 2018    | Talca                       | Chile | Bar Estado           | [ 43 ]        |
| 24 de febrero de 2018    | Quilpué                     | Chile | Bar Trotamundos      | [ 43 ]        |
| 15 de marzo de 2017      | Antofagasta                 | Chile | Casino Enjoy         | [ 44 ]        |
| 17 de marzo de 2018      | Concepción                  | Chile | Bodeguita de Nicanor | [ 43 ]        |
| 26 de marzo de 2017      | Santiago                    | Chile | Premios Todo Mejora  | [ 45 ]        |
| 29 de marzo de 2017      | Viña del Mar                | Chile | Vikingos             | [ 46 ]        |
| 31 de marzo de 2018      | Santiago                    | Chile | Bar el Clan          | [ 43 ]        |
| 9 de abril de 2018       | La Serena                   | Chile | Teatro Municipal     | [ 47 ]        |